# Madanga ruficollis
El anteojitos golirrojo (Madanga ruficollis) es una especie de ave paseriforme de la familia Motacillidae endémica de la isla de Buru, en Indonesia. 

## Taxonomía
Es la única especie del género Madanga, y está cercanamente emparentado con los bisbitas del género Anthus. Fue descrito científicamente a partir de cuatro especímenes recolectados en abril de 1922 en un área al oeste de la isla de Buru, cerca del asentamiento de Wa Fehat, en altitudes entre los 820 m y 1500 m. En diciembre de 1995 se volvió a observar dos ejemplares en Wakeika, a 1460 m de altitud, y también ese año se mencionan cambios en el hábitat de Wa Fehat. Inicialmente fue clasificado en la familia Zosteropidae, aunque carece del característico anillo ocular de los anteojitos. En 2015 fue trasladado a la familia Motacillidae a raíz de que un estudio de ADN mostrara que estaba más cercanamente emparentado con las bisbitas que con los anteojitos, y que formaba un clado con los miembros del género Anthus.

## Descripción
El anteojitos golirrojo tiene las partes superiores de color verde y la cola de color verde oliváceo, salvo su cabeza que es gris claro como la mayoría de sus partes inferiores. Presenta una gran mancha rojiza en la garganta. Se alimenta principalmente de pequeños invertebrados que atrapa en las corteza de los árboles y los líquenes.

## Distribución y hábitat
Se encuentra en los bosques de montaña tropicales de la isla de Buru, en el suroeste de las Molucas. Estos pájaros se han observado solo en unas pocas localizaciones de montaña de la isla, y se desconoce cuál es exactamente su distribución exacta. Se estima que la población se compone de unos pocos centenares de individuos, siendo la extensión de montañas en la isla de Buru por encima de los 1.200 metros de 872 km², y por encima de 1.500 m de 382 km². Se cree que estos pájaros están dispersos por su hábitat más que formar grupos. Como la especie está confinada en una sola isla y su hábitat está amenazado por la tala y otras activiadades humanas, está clasificado como especie en peligro de extinción por la IUCN desde 1996.